# Bradford Dillman
Bradford Dillman (14. april 1930 - 16. januar 2018) var en amerikansk skuespiller og forfatter. Han havde medvirket i adskillige film særligt i slutningen af 1950'erne frem til slutningen af 1970'erne. Blandt andet havde han spillet med i to af filmene i Dirty Harry-filmeserien; Dirty Harry renser ud fra 1976 og Dirty Harry vender tilbage fra 1983.

## Karriere
efter sin debut i A Certain Smile, medvirkede han i mange forskellige film Compulsion (1959) som han vandt en pris for på Cannes Film Festival, A Circle of Deception (1960), Crack in the Mirror (1960), titelrollen i Francis of Assisi (1961), A Rage to Live (1965), The Bridge at Remagen,(1969), Escape from the Planet of the Apes (1971), The Way We Were (1973), Gold (1974), Bug (1975), Dirty Harry renser ud (1976), The Swarm (1978), Piranha (1978), Dirty Harry vender tilbage (1983) og Lords of the Deep (1989).
Dillman havde også medvirket i mange tv-produktioner startende med Kraft Television Theatre i 1954. Han spillede sammen med Peter Graves i Court Martial i 1966. Han havde en gæsteoptræden i tv-serierne Ironside, The Big Valley, Shane, The Name of the Game, Columbo, Wild Wild West The Eleventh Hour, Wagon Train, The Greatest Show on Earth, Breaking Point, Mission Impossible, The Mary Tyler Moore Show og Three for the Road, og en todelt episode af The Man From U.N.C.L.E., som senere blev lavet om til en filmen The Helicopter Spies (1968).
Han havde spillet med i flere tv-film; Fear No Evil (1969), Moon of the Wolf (1972) og Deliver Us from Evil (1973).
Dillman havde en rolle i episoden "The Snare" i serien The Incredible Hulk, der var en hæder til Richard Connells novelle "The Most Dangerous Game". af mange fans bliver episoden betragtet som seriens bedste. Hans sidste kendte optræden som skuespiller var i en episode af Hun så et mord i 1995, der er en serie, hvor han i alt medvirkede otte gange. Han skrev en fodbold fanbog kaldet Inside the New York Giants i 1995, og en selvbiografi kaldet Are You Anybody?: An Actor's Life, der udkom i 1997.

## Udvalgt filmografi
- A Certain Smile (1958)
- In Love and War (1958)
- Compulsion (1959)
- A Circle of Deception (1960)
- Crack in the Mirror (1960)
- Francis of Assisi (1961)
- Sanctuary (1961)
- A Rage to Live (1965)
- The Plainsman (1966)
- The Helicopter Spies (1968)
- Jigsaw (1968)
- The Bridge at Remagen (1969)
- Fear No Evil (1969, TV film)
- Black Water Gold (1970, TV film)
- Suppose They Gave a War and Nobody Came? (1970)
- Brother John (1971)
- The Mephisto Waltz (1971)
- Escape from the Planet of the Apes (1971)
- The Resurrection of Zachary Wheeler (1971)
- The Iceman Cometh (1973)
- Moon of the Wolf (1972, TV film)
- Deliver Us from Evil (1973, TV film)
- The Way We Were (1973)
- Chosen Survivors (1974)
- 99% død (1974)
- Gold (1974)
- A Black Ribbon for Deborah (1974)
- The Disappearance of Flight 412 (1974, TV film)
- Bug (1975)
- Mastermind (1976)
- Dirty Harry renser ud (1976)
- One Away (1976)
- The Amsterdam Kill (1977)
- The Hostage Heart (1977, TV movie)
- The Lincoln Conspiracy (1977)
- The Swarm (1978)
- Piranha (1978)
- Love and Bullets (1979)
- Guyana: Crime of the Century (1979)
- Running Scared (1980)
- Dirty Harry vender tilbage (1983)
- Lords of the Deep (1989)